# Гельмут фон Рабенау
Отто Карл Гельмут фон Рабенау (нім. Otto Karl Hellmuth von Rabenau; 26 січня 1885, Швайдніц — 19 грудня 1970, Прін-ам-Кімзе) — німецький офіцер-підводник і яхтсмен, фрегаттен-капітан крігсмаріне.

## Біографія
Представник знатного сілезького і саксонського роду. Син прусського державного прокурора Пауля фон Рабенау (1853–1890) і його дружини Клари, уродженої Гайнеманн (1858–1937).
1 квітня 1903 року вступив на флот. Учасник Першої світової війни. З серпня 1914 по квітень 1917 року — «військовий товариш» (наставник) принца Сигізмунда Прусського. З 15 грудня 1917 по 15 вересня 1918 року — командир підводного човна SM U-67. 31 серпня 1920 року звільнений у відставку.
Рабенау вивчав право в Кільському університеті, проте через 3 семестри покинув навчання і почав працювати в страховій компанії Albingia в Гамбурзі. В 1931 році відкрив власний страховий бізнес. В 1934 році призначений директором вітрильної школи для дівчат на озері Кімзее, оскільки проявив свої педагогічні здібності ще під час навчання принца Сигізмунда. Протягом наступних років Рабенау дійсно проявив себе як компетентний директор, а також активно підтримував зв'язок із горомадськістю і писав статті для спеціалізованих журналів. В 1936 році школа отримала офіційну назву «Яхтова школа Кімзее».
В 1941/42 роках школа використовувалась для підготовки морських офіцерів, керівництво якою Рабенау взяв на себе. Яхтові курси були перенесені в Тутцинг, де Рабенау щотижня приймав іспити. В 1943 році школа була перетворена на тренувальний табір Гітлер'югенду. Рабенау мав очолювати табір разом з керівником Гітлер'югенду, проте він відмовився і був призначений і Інспекцію освіти ВМС, де курирував тести на профпридатність кандидатів у офіцери. Зрештою він очолив курси вітрильного спорту при Імперському міністерстві науки, виховання і народної освіти в Норвегії, потім — в Глюксбурзі. В квітні 1945 року звільнений з флоту.
Після Другої світової війни яхтова школа Кімзее була конфіскована американцями. З 1949 року Рабенау проводив курси вітрильного спорту на своїй приватній яхті. 29 травня 1954 року яхтова школа Кімзее знову була відкрита, а Рабенау був відновлений на посаді директора. Як морський офіцер старого гарту, він користувався великою повагою серед слухачві курсів. З часом йому вдалося збільшити кількість нових учасників з 70 до 400 учасників на рік. 1 червня 1957 року новим директором школи став капітан-цур-зее у відставці Еріх Гейманн, проте Рабенау ще 3 місяці залишався при ньому консультантом, після чого вийшов на пенсію. Решту життя прожив в Рімстінгу.

## Сім'я
12 лютого 1915 року одружився в Берліні з Ільзою Грюнвальд (1 лютого 1897, Берлін — 23 лютого 1956, Прін-ам-Кімзе). В пари народились 2 дочки і син Сигізмунд (1930), названий на честь прусського принца.

## Звання
- Морський кадет (1 квітня 1903)
- Фенріх-цур-зее (15 квітня 1904)
- Лейтенант-цур-зее (28 вересня 1906)
- Оберлейтенант-цур-зее (13 жовтня 1908)
- Капітан-лейтенант (19 вересня 1914)
- Корветтен-капітан запасу (31 серпня 1920)

## Нагороди
- Орден Корони (Пруссія) 4-го класу
- Орден Святої Анни 3-го ступеня (Російська імперія)
- Залізний хрест 2-го класу
- Нагрудний знак підводника (1918)
- Почесний хрест ветерана війни з мечами